# Ośnieża dwuskrzydła
Ośnieża dwuskrzydła (Halesia diptera) – gatunek rośliny należący do rodziny styrakowatych. Występuje w Ameryce Północnej od Południowej Karoliny po Tennessee, Florydę i Teksas.

## Morfologia
PokrójKrzew lub małe drzewo o wysokości 8, wyjątkowo do 15 metrów.
LiścieWielkości 6 do 12 cm.
KwiatyWielkości 2 do 3 cm, które są zebrane po 2-5 w pęczki, kwitną w czerwcu.